# (8752) Flammeus
(8752) Flammeus (2604 P-L) – planetoida z pasa głównego asteroid okrążająca Słońce w ciągu 3,56 lat w średniej odległości 2,33 au. Odkryta 24 września 1960 roku.